# Windows Media Player (2022)
Windows Media Player là một trình phát video và âm thanh được phát triển bởi Microsoft cho Windows 11 và sau đó được chuyển trở lại Windows 10. Nó là sự kế thừa của Groove Music (trước đây là Xbox Music), Microsoft Movies & TV và Windows Media Player bản gốc. Vô tình bị tiết lộ trong một webcast Windows Insider vào tháng 9 năm 2021, trình phát ban đầu được phân phối cho các kênh Người dùng nội bộ Windows 11 vào tháng 11 trước khi triển khai cho tất cả người dùng Windows 11 bắt đầu từ tháng 1 năm 2022; Người dùng Windows 10 đã được sử dụng vào tháng 1 năm 2023.
Media Player mới cũng có thể phát video, là một phần trong quá trình đổi thương hiệu của Groove từ dịch vụ truyền phát nhạc thành trình phát đa phương tiện. Các thay đổi khác bao gồm chế độ xem bìa album ở chế độ toàn màn hình và làm mới trình phát mini. Sự tiếp cận cũng đã được tối ưu hóa, với một số hỗ trợ cải tiến phím tắt và phím nóng cho người dùng bàn phím và với các công nghệ hỗ trợ khác.

## Định dạng được hỗ trợ
Đây là danh sách các định dạng được hỗ trợ đã biết trong Media Player trên Windows 10 và Windows 11.
| Vùng chứa tập tin                                                                      | Phần mở rộng tập tin |
| -------------------------------------------------------------------------------------- | -------------------- |
| MPEG-1 Audio Layer III MPEG-2 Audio Layer III                                          | .mp3                 |
| Free Lossless Audio Codec                                                              | .flac                |
| Raw AAC stream Audio Data Interchange Format (ADIF) Audio Data Transport Stream (ADTS) | .aac, .adt, .adts    |
| MPEG-4 audio-only file (AAC)                                                           | .m4a                 |
| Waveform Audio File Format                                                             | .wav                 |
| Windows Media Audio                                                                    | .wma                 |
| Dolby AC-3                                                                             | .ac3                 |
| 3GP and 3G2                                                                            | .3gp, .3g2           |
| Adaptive Multi-Rate                                                                    | .amr                 |
| Matroska audio-only file                                                               | .mka                 |
| Ogg audio-only file                                                                    | .oga                 |
| Ogg container (Vorbis)                                                                 | .ogg                 |
| Ogg container (Opus)                                                                   | .opus                |

| Vùng chứa tập tin                                                  | Phần mở rộng tập tin | Ghi chú |
| ------------------------------------------------------------------ | -------------------- | --- |
| Video MPEG-4 Video Apple MPEG-4 (MPEG-4 Part 2, H.264, H.265, AV1) | .mp4, .m4v           | Phát lại Dolby Vision, H.265 và AV1 yêu cầu cài đặt tiện ích bổ sung từ Microsoft Store. Phát lại DTS Audio yêu cầu DTS Sound Unbound từ Microsoft Store với giấy phép DTS:X Decoder. |
| QuickTime File Format                                              | .mov                 | |
| Advanced Systems Format                                            | .asf                 | |
| Audio Video Interleave                                             | .avi                 | |
| Windows Media Video                                                | .wmv                 | |
| BDAV MPEG-2 Transport Stream                                       | .m2ts                | |
| 3GP and 3G2                                                        | .3g2, .3gp2, .3gpp   | |
| Matroska video                                                     | .mkv                 | |
| WebM (VP8, VP9, AV1)                                               | .webm                | Phát lại AV1 yêu cầu cài đặt tiện ích bổ sung từ Microsoft Store. |
| Ogg container (Theora)                                             | .ogv                 | |